# Calappa tuerkayana
Calappa tuerkayana is een krabbensoort uit de familie van de Calappidae. De wetenschappelijke naam van de soort is voor het eerst geldig gepubliceerd in 1995 door Pastore.